# Chemnitzer Fußballclub 2016-2017
Questa voce raccoglie le informazioni riguardanti il Chemnitzer Fußballclub nelle competizioni ufficiali della stagione 2016-2017.

## Stagione
Nella stagione 2016-2017 il Chemnitz, allenato da Sven Köhler, concluse il campionato di 3. Liga all'8º posto.

## Rosa
| N. |                     | Ruolo | Calciatore         |
| -- | ------------------- | ----- | ------------------ |
| 2  | Germania (bandiera) | D     | Jamil Dem          |
| 3  | Germania (bandiera) | D     | Emmanuel Mbende    |
| 4  | Germania (bandiera) | D     | Kevin Conrad       |
| 5  | Germania (bandiera) | D     | Marc Endres        |
| 6  | Germania (bandiera) | C     | Julius Reinhardt   |
| 7  | Germania (bandiera) | C     | Dennis Grote       |
| 8  | Germania (bandiera) | D     | Alexander Bittroff |
| 9  | Germania (bandiera) | A     | Anton Fink         |
| 11 | Germania (bandiera) | A     | Daniel Frahn       |
| 13 | Germania (bandiera) | C     | Tim Danneberg      |
| 14 | Germania (bandiera) | D     | Jan Koch           |
| 15 | Germania (bandiera) | D     | Dominik Trommer    |
| 16 | Germania (bandiera) | A     | Dennis Mast        |
| 18 | Germania (bandiera) | C     | Tim Campulka       |

| N. |                      | Ruolo | Calciatore         |
| -- | -------------------- | ----- | ------------------ |
| 19 | Germania (bandiera)  | C     | Philip Türpitz     |
| 20 | Germania (bandiera)  | D     | Fabian Stenzel     |
| 21 | Germania (bandiera)  | D     | Berkay Dabanlı     |
| 22 | Germania (bandiera)  | P     | Kevin Kunz         |
| 23 | Guatemala (bandiera) | D     | Stefano Cincotta   |
| 24 | Germania (bandiera)  | A     | Florian Hansch     |
| 25 | Germania (bandiera)  | C     | Björn Jopek        |
| 27 | Germania (bandiera)  | D     | Kilian Müller      |
| 28 | Germania (bandiera)  | A     | Danny Breitfelder  |
| 29 | Germania (bandiera)  | C     | Tom Baumgart       |
| 30 | Germania (bandiera)  | P     | Pierre Kleinheider |
| 31 | Germania (bandiera)  | C     | Tom Scheffel       |
| 32 | Germania (bandiera)  | P     | Kevin Tittel       |

## Organigramma societario
Area tecnica
- Allenatore: Sven Köhler
- Allenatore in seconda: Torsten Bittermann, Ulf Mehlhorn
- Preparatore dei portieri: Holger Hiemann
- Preparatori atletici:

## Calciomercato

### Sessione estiva
| Acquisti | Acquisti         | Acquisti               | Acquisti |
| R.       | Nome             | da                     | Modalità |
| -------- | ---------------- | ---------------------- | -------- |
| C        | Dennis Grote     | Duisburg               |          |
| A        | Florian Hansch   | Budissa Bautzen        |          |
| C        | Björn Jopek      | Arminia Bielefeld      |          |
| A        | Dennis Mast      | Arminia Bielefeld      |          |
| D        | Emmanuel Mbende  | Birmingham City (R)    |          |
| C        | Julius Reinhardt | Heidenheim             |          |
| A        | Mario Rodríguez  | Borussia M'gladbach II |          |

| Cessioni | Cessioni            | Cessioni           | Cessioni |
| R.       | Nome                | a                  | Modalità |
| -------- | ------------------- | ------------------ | -------- |
| C        | Alexander Dartsch   | Eintracht Treviri  |          |
| C        | Marcel Kaffenberger | Sportfreunde Lotte |          |
| P        | Marius Gersbeck     | Osnabrück          |          |
| D        | Jan Klauke          | Rot Weiss Ahlen    |          |
| A        | Ronny König         | Zwickau            |          |
| D        | Nils Röseler        | VVV-Venlo          |          |
| C        | Matti Steinmann     | Magonza II         |          |
| C        | Eke Uzoma           | Berliner AK 07     |          |

### Sessione invernale
| Acquisti | Acquisti       | Acquisti      | Acquisti |
| R.       | Nome           | da            | Modalità |
| -------- | -------------- | ------------- | -------- |
| D        | Berkay Dabanlı | Eskişehirspor |          |

| Cessioni | Cessioni        | Cessioni     | Cessioni |
| R.       | Nome            | a            | Modalità |
| -------- | --------------- | ------------ | -------- |
| A        | Mario Rodríguez | Sonnenhof G. |          |

## Risultati

### 3. Liga

#### Girone di andata
| Chemnitz 30 luglio 2016, ore 14:00 CEST 1ª giornata | Chemnitz | 0 – 0 referto | Sonnenhof G. | community4you Arena (7 228 spett.)\| Arbitro: \| Cortus \| |
| Arbitro:                                            | Cortus   |               |              |                                                            |

| Arbitro: | Schröder |

|           |           |          |
| Pintol 9’ | Marcatori | 58’ Fink |

| Arbitro: | Kempter |

|                     |           |               |
| Fink 6’ (rig.), 67’ | Marcatori | 43’ Ornatelli |

| Arbitro: | Perl |

|                  |           |                  |
| Wegkamp 82’, 90’ | Marcatori | 9’ Mast 57’ Fink |

| Arbitro: | Reichel |

|  |           |            |
|  | Marcatori | 90’ Nauber |

| Arbitro: | Dingert |

|           |           |  |
| Cauly 33’ | Marcatori |  |

| Arbitro: | Brych |

|               |           |  |
| Danneberg 78’ | Marcatori |  |

| Arbitro: | Skorczyk |

|                                             |           |                          |
| Conrad 47’ (aut.) Dedič 48’, 56’ Michel 68’ | Marcatori | 42’ Hansch 59’ Danneberg |

| Arbitro: | Siewer |

|                               |           |  |
| Fink 9’, 66’ Frahn 35’ (rig.) | Marcatori |  |

| Arbitro: | Stark |

|                 |           |  |
| Brandstetter 7’ | Marcatori |  |

| Arbitro: | Müller |

|                                                      |           |              |
| Mast 17’ Fink 36’ (rig.) Danneberg 37’ Reinhardt 85’ | Marcatori | 71’ Bouziane |

| Arbitro: | Osmers |

|                      |           |                                   |
| Beck 78’ Sowislo 88’ | Marcatori | 12’, 25’ Fink 63’ Grote 81’ Frahn |

| Arbitro: | Kornblum |

|          |           |              |
| Frahn 9’ | Marcatori | 90’ Lorenzen |

| Arbitro: | Osmanagic |

|  |           |                                  |
|  | Marcatori | 5’, 72’ Frahn 30’ (aut.) Pezzoni |

| Arbitro: | Alt |

|                |           |                          |
| Frahn 12’, 62’ | Marcatori | 61’ Drexler 70’ Lewerenz |

| Arbitro: | Storks |

|              |           |                   |
| Kammlott 47’ | Marcatori | 21’ Dem 75’ Frahn |

| Arbitro: | Schult |

|                 |           |  |
| Warschewski 52’ | Marcatori |  |

| Arbitro: | Müller |

|  |           |                        |
|  | Marcatori | 24’, 65’, 74’ Grüttner |

| Arbitro: | Kornblum |

|             |           |                       |
| Jänicke 84’ | Marcatori | 16’ Dem 63’, 73’ Fink |

#### Girone di ritorno
| Arbitro: | Schwermer |

|                         |           |                     |
| Rodríguez 31’ Röser 59’ | Marcatori | 26’ Mast 75’ Hansch |

| Arbitro: | Osmers |

|              |           |                    |
| Baumgart 90’ | Marcatori | 57’ (rig.) Gjasula |

| Arbitro: | Siewer |

|  |           |                              |
|  | Marcatori | 5’ Mast 43’ Jopek 51’ Hansch |

| Arbitro: | Gerach |

|  |           |                |
|  | Marcatori | 11’ Preißinger |

| Arbitro: | Günsch |

|                                                    |           |  |
| Nauber 23’ Neidhart 63’ Pires-Rodrigues 76’ (rig.) | Marcatori |  |

| Arbitro: | Schröder |

|                                   |           |                    |
| Hansch 23’ Danneberg 64’ Mast 85’ | Marcatori | 21’ (aut.) Dabanlı |

| Arbitro: | Osmers |

|                  |           |  |
| Grote 39’ (aut.) | Marcatori |  |

| Arbitro: | Mix |

|                      |           |             |
| Mast 21’ Türpitz 54’ | Marcatori | 67’ Piossek |

| Arbitro: | Schmidt |

|                                  |           |  |
| Sangaré 23’ Heider 66’ Engel 70’ | Marcatori |  |

| Arbitro: | Willenborg |

|                  |           |                                         |
| Türpitz 40’, 52’ | Marcatori | 22’ Wiegel 67’ Brandstetter 73’ Onuegbu |

| Arbitro: | Alt |

|  |           |                 |
|  | Marcatori | 12’ (rig.) Fink |

| Arbitro: | Siebert |

|             |           |             |
| Dabanlı 88’ | Marcatori | 69’ Sowislo |

| Brema 8 aprile 2017, ore 14:00 CEST 32ª giornata | Werder Brema II | 0 – 0 referto | Chemnitz | Weserstadion - Platz 11 (938 spett.)\| Arbitro: \| Börner \| |
| Arbitro:                                         | Börner          |               |          |                                                              |

| Arbitro: | Fritsch |

|                                    |           |                        |
| Hansch 15’, 72’ Mast 36’ Frahn 90’ | Marcatori | 2’ Mayer 19’ Schäffler |

| Arbitro: | Osmers |

|                         |           |  |
| Ducksch 56’ Drexler 59’ | Marcatori |  |

| Arbitro: | Müller |

|           |           |                   |
| Grote 22’ | Marcatori | 77’ (aut.) Mbende |

| Arbitro: | Kornblum |

|  |           |                                      |
|  | Marcatori | 8’ Kobylański 65’ Rizzi 73’ Grimaldi |

| Arbitro: | Gerach |

|                               |           |                              |
| Saller 33’ Pusch 75’ Lais 90’ | Marcatori | 84’ Breitfelder 85’ Baumgart |

| Arbitro: | Schütz |

|                              |           |  |
| Henn 26’ (aut.) Baumgart 35’ | Marcatori |  |

## Statistiche

### Statistiche di squadra
| Competizione | Punti | In casa | In casa | In casa | In casa | In casa | In casa | In trasferta | In trasferta | In trasferta | In trasferta | In trasferta | In trasferta | Totale | Totale | Totale | Totale | Totale | Totale | DR |
| Competizione | Punti | G       | V       | N       | P       | Gf      | Gs      | G            | V            | N            | P            | Gf           | Gs           | G      | V      | N      | P      | Gf     | Gs     | DR |
| ------------ | ----- | ------- | ------- | ------- | ------- | ------- | ------- | ------------ | ------------ | ------------ | ------------ | ------------ | ------------ | ------ | ------ | ------ | ------ | ------ | ------ | -- |
| 3. Liga      | 52    | 19      | 8       | 6       | 5       | 29      | 23      | 19           | 6            | 4            | 9            | 25           | 28           | 38     | 14     | 10     | 14     | 54     | 51     | +3 |
| Totale       | 52    | 19      | 8       | 6       | 5       | 29      | 23      | 19           | 6            | 4            | 9            | 25           | 28           | 38     | 14     | 10     | 14     | 54     | 51     | +3 |

### Andamento in campionato
| Giornata  | 1  | 2  | 3 | 4 | 5  | 6  | 7  | 8  | 9  | 10 | 11 | 12 | 13 | 14 | 15 | 16 | 17 | 18 | 19 | 20 | 21 | 22 | 23 | 24 | 25 | 26 | 27 | 28 | 29 | 30 | 31 | 32 | 33 | 34 | 35 | 36 | 37 | 38 |
| --------- | -- | -- | - | - | -- | -- | -- | -- | -- | -- | -- | -- | -- | -- | -- | -- | -- | -- | -- | -- | -- | -- | -- | -- | -- | -- | -- | -- | -- | -- | -- | -- | -- | -- | -- | -- | -- | -- |
| Luogo     | C  | T  | C | T | C  | T  | C  | T  | C  | T  | C  | T  | C  | T  | C  | T  | T  | C  | T  | T  | C  | T  | C  | T  | C  | T  | C  | T  | C  | T  | C  | T  | C  | T  | C  | C  | T  | C  |
| Risultato | N  | N  | V | N | P  | P  | V  | P  | V  | P  | V  | V  | N  | V  | N  | V  | P  | P  | V  | N  | N  | V  | P  | P  | V  | P  | V  | P  | P  | V  | N  | N  | V  | P  | N  | P  | P  | V  |
| Posizione | 10 | 11 | 5 | 6 | 10 | 12 | 10 | 14 | 12 | 12 | 12 | 6  | 8  | 3  | 5  | 3  | 6  | 7  | 5  | 6  | 6  | 5  | 7  | 8  | 6  | 8  | 5  | 7  | 8  | 6  | 8  | 8  | 8  | 8  | 8  | 9  | 10 | 8  |

Legenda:

Luogo: C = Casa; T = Trasferta. Risultato: V = Vittoria; N = Pareggio; P = Sconfitta.

### Statistiche dei giocatori
| T. Baumgart    | 16 | 3  | 1 | 0 |
| A. Bittroff    | 30 | 0  | 4 | 1 |
| D. Breitfelder | 3  | 1  | 0 | 0 |
| T. Campulka    | 0  | 0  | 0 | 0 |
| S. Cincotta    | 20 | 0  | 3 | 1 |
| K. Conrad      | 32 | 0  | 4 | 0 |
| B. Dabanlı     | 12 | 1  | 2 | 0 |
| T. Danneberg   | 36 | 4  | 2 | 1 |
| J. Dem         | 15 | 2  | 3 | 0 |
| M. Endres      | 10 | 0  | 2 | 0 |
| A. Fink        | 35 | 12 | 2 | 0 |
| D. Frahn       | 35 | 9  | 5 | 0 |
| D. Grote       | 34 | 2  | 4 | 1 |
| F. Hansch      | 33 | 6  | 2 | 0 |
| B. Jopek       | 29 | 1  | 9 | 1 |
| P. Kleinheider | 0  | 0  | 0 | 0 |
| J. Koch        | 10 | 0  | 2 | 0 |
| K. Kunz        | 38 | 0  | 0 | 0 |
| D. Mast        | 35 | 7  | 2 | 1 |
| E. Mbende      | 14 | 0  | 5 | 0 |
| K. Müller      | 0  | 0  | 0 | 0 |
| J. Reinhardt   | 28 | 1  | 3 | 0 |
| M. Rodríguez   | 3  | 0  | 0 | 0 |
| T. Scheffel    | 0  | 0  | 0 | 0 |
| F. Stenzel     | 19 | 0  | 5 | 0 |
| K. Tittel      | 0  | 0  | 0 | 0 |
| D. Trommer     | 0  | 0  | 0 | 0 |
| P. Türpitz     | 32 | 3  | 7 | 0 |